# イドリッサ・ドゥンビア
イドリッサ・ドゥンビア（Idrissa Doumbia, 1998年4月14日 - ）は、コートジボワール・ヤムスクロ出身のサッカー選手。アランヤスポル所属。ポジションはMF。

## クラブ経歴
2016年にベルギーに渡り、RSCアンデルレヒトに入団。7月30日のロイヤル・エクセル・ムスクロン戦でプロデビュー。しかし、以降は出場機会に恵まれず、2017-18シーズンはローン移籍でSVズルテ・ワレヘムでプレー。2018-19シーズン途中まではFCテレク・グロズヌイでプレーした。
2019年1月15日、スポルティングCPと4年半契約を締結、加入後即先発に定着。
2020年10月4日、SDウエスカに1年間のローン移籍で加入したことが発表された。